# سافر کرومن
سافر کرومن (انگلیسی: Xaver Kurmann؛ زادهٔ ۲۹ اوت ۱۹۴۸) دوچرخه‌سوار اهل سوئیس است.
وی در مسابقات کشوری و بین‌المللی در مجموع برندهٔ ۲ مدال طلا، ۲ مدال نقره، ۲ مدال برنز شده‌است.